# Estudo epidemiológico
A epidemiologia pode ser definida como o estudo da distribuição e dos determinantes das doenças ou das condições relacionadas à saúde em populações especificadas. Os estudos epidemiológicos incluem a vigilância, análise e experimentação dos fatores físicos, biológicos, sociais, culturais e comportamentais que influenciam a saúde. Atribui-se também a epidemiologia o desenvolvimento de estudos para o controle dos problemas de saúde. Alguns autores incorporaram o termo “epidemiologia ecológica” (ou ambiental) como forma de entender a causa de doenças dentro de um contexto de relações ecológicas complexas.